# Pied plat en Afrique
Inspecteur Bulldozer
Série Piedone
Le Cogneur
(1975) Pied plat sur le Nil
(1980)
Pour plus de détails, voir Fiche technique et Distribution.
Pied plat en Afrique, aussi connu sous le nom d'Inspecteur Bulldozer (titre original : Piedone l'africano), est un film germano-italien réalisé par Steno, sorti en 1978.
C'est le troisième opus de la série des Piedone.

## Synopsis
L'inspecteur Rizzo doit rencontrer un collègue dans le cadre de son enquête sur un trafic de drogue dans le port de Naples. Lors du rendez-vous, ce dernier est assassiné. Rizzo enquête alors sur cette affaire à l'aide d'une photo du fils de celui-ci et doit se rendre à Johannesburg en Afrique du Sud où il retrouvera son bon vieux Capucin.

## Fiche technique
- Titre : Pied plat en Afrique /  Inspecteur Bulldozer
- Titre original : Piedone l'africano
- Réalisation : Steno
- Scénario : Franco Verucci et Rainer Brandt d'après une histoire de Franco Verucci
- Directeur de la photographie : Albeto Spagnoli
- Montage : Ilona Daumann et Mario Morra
- Musique originale : Guido et Maurizio de Angelis
- Genre : Film policier, film d'action, comédie
- Pays de production :  Italie,  Allemagne de l'Ouest
- Durée : 115 minutes
- Date de sortie :
  - Italie : 22 mars 1978
  - Allemagne de l'Ouest : 23 juin 1978
- Affiche : Macario Gómez Quibus (Espagne)

## Distribution
- Bud Spencer (VF : Claude Bertrand) : Inspecteur « Flatfoot » Rizzo
- Enzo Cannavale : Inspecteur Caputo
- Werner Pochath : Spiros
- Joe Stewardson : Klein Smollet
- Carel Trichardt : Capitaine Müller
- Desmond Thomspson : Inspecteur Desmond Edmonds
- Baldwin Dakile : Bodo
- Dagmar Lassander : Margie Conners

## Autour du film
- Pendant le tournage en Afrique du Sud, il y a eu un incident au cours duquel Bud Spencer a voulu manger avec l'acteur noir Baldwyn Dakile, qui jouait Bodo, dans un restaurant à Johannesburg. Le garçon s'est vu refuser l'entrée en raison de l'apartheid. Spencer a alors décidé de ne pas manger au restaurant non plus, mais a ensuite été informé par le chef de la police qu'il serait immédiatement expulsé du pays si ce comportement se répétait à l'avenir[1].

- Bud Spencer n'a pas été doublé dans la version originale de ce film, comme dans beaucoup de ses films, mais peut être entendu dans sa propre voix.

- La chanson titre Freedom est interprétée par Guido De Angelis et Maurizio De Angelis sous le pseudonyme de I Charango.

- Comme le film s'est déroulé en Afrique du Sud, pays ostracisé au niveau international en raison de l'apartheid qui y régnait, le film n'a pas été projeté en RDA.